# Cerkiew św. Marii Magdaleny w Słochach Annopolskich
Cerkiew św. Marii Magdaleny i Świętych Męczenników Ziemi Chełmskiej i Podlaskiej – prawosławna cerkiew w Słochach Annopolskich, filialna, należąca do parafii Świętych Apostołów Piotra i Pawła w Siemiatyczach (wchodzącej w skład dekanatu Siemiatycze diecezji warszawsko-bielskiej Polskiego Autokefalicznego Kościoła Prawosławnego).

## Historia

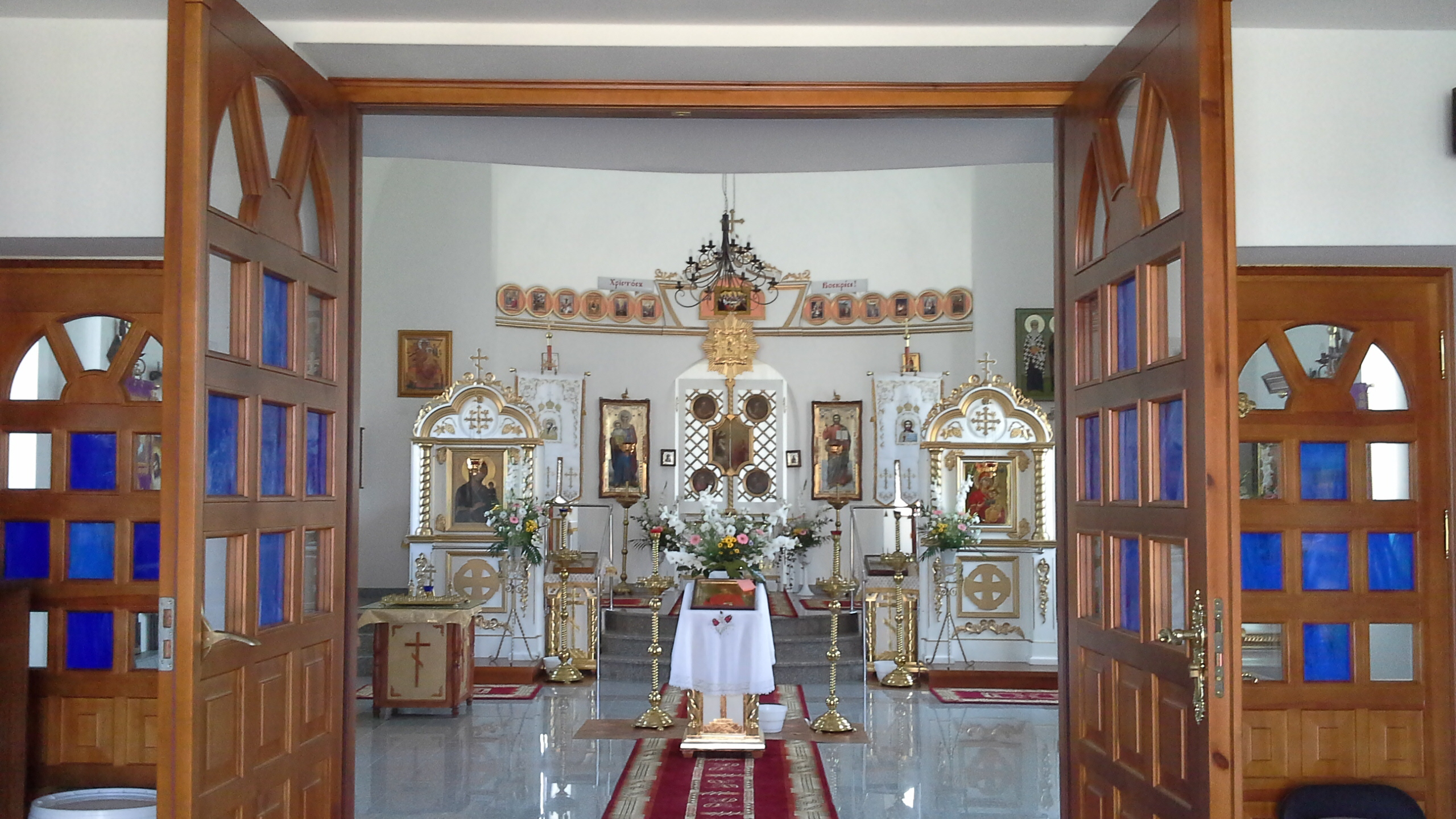
Wnętrze cerkwi

Położenie kamienia węgielnego pod budowę świątyni miało miejsce 15 maja 2004. Ziemię pod budowę obiektu i dar pieniężny na ten cel podarowali Aleksander i Maria Panasiukowie, których jako fundatorów upamiętnia kamień i krzyż na tyłach cerkwi. Nowa cerkiew miała nie tylko służyć miejscowej, w zdecydowanej większości prawosławnej ludności (dotąd najbliższy obiekt sakralny tego wyznania znajdował się w Siemiatyczach), ale i upamiętniać ofiary hitlerowskiej pacyfikacji Słoch Annopolskich z 26 czerwca 1941. Budową kierował ks. Andrzej Jakimiuk, proboszcz parafii siemiatyckiej. W 2011 gotowa była już główna bryła budynku.
Do świątyni uczęszczają wierni ze Słoch Annopolskich, Ogrodnik, Wólki Nadbużnej, Wilczego Dołu i Turny Małej. Obok patronki cerkwi szczególnym kultem w obiekcie otaczani są męczennicy chełmscy i podlascy.
Uroczystej konsekracji cerkwi dokonał 20 sierpnia 2014 metropolita warszawski i całej Polski Sawa w asyście arcybiskupa lubelskiego i chełmskiego Abla, biskupów siemiatyckiego Jerzego i supraskiego Grzegorza, jak również biskupa Nowego Jorku i New Jersey Michała (Kościół Prawosławny w Ameryce). W tym samym dniu w cerkwi dla kultu wystawione były relikwie patronki świątyni, przywiezione do Polski przez mnichów z monasteru Simonopetra na Athosie.
2 czerwca 2019 r. cerkiew otrzymała relikwie św. kapłana Sergiusza Zacharczuka (jednego z męczenników chełmskich i podlaskich).
4 sierpnia 2021 r. na budynku cerkiewnym odsłonięto tablicę upamiętniającą miejscowe ofiary II wojny światowej.